# Altiport de Peyresourde-Balestas
L'altiport de Peyresourde-Balestas (code OACI : LFIP), nouvellement dénommé Altiport 007 en référence au tournage sur l'altiport du prélude du 18e film James Bond (Demain ne meurt jamais), est un altiport à usage restreint, doté d'une piste de 470 mètres et présentant une pente de 15 %.
Il est à proximité immédiate de la station de sports d'hiver Peyragudes.

## Histoire
Léon Elissalde, un des pionniers du vol montagne dans les Pyrénées et fondateur de l'aéroclub de Luchon en 1958, a inauguré l'altisurface de Peyresourde en 1969.
Après des travaux d'aménagement, elle prend officiellement l'appellation d'altiport en 1971.
En 1997, l'altiport ainsi que la station ont servi de lieu de tournage pour le prélude du 18e James Bond, Demain ne meurt jamais, censé se passer dans les montagnes d'Afghanistan. James Bond y est infiltré pour espionner une vente d'armes à des terroristes, sur un altiport. Il s'échappe en avion de chasse, in extremis, avant qu'un missile mer-sol lancé par la Royal Navy ne détruise le site.
Pour l'occasion, la production du film a passé un contrat avec EDF afin d'enterrer plusieurs kilomètres de lignes à haute-tension.
Vingt ans plus tard, en 2017, il est renommé « Altiport 007 » en hommage au film et la piste est refaite intégralement et agrandie. Ces travaux permettent non seulement l'atterrissage de plus gros avions mais surtout l'arrivée de la 12e étape du Tour de France en 2017.

## Géographie

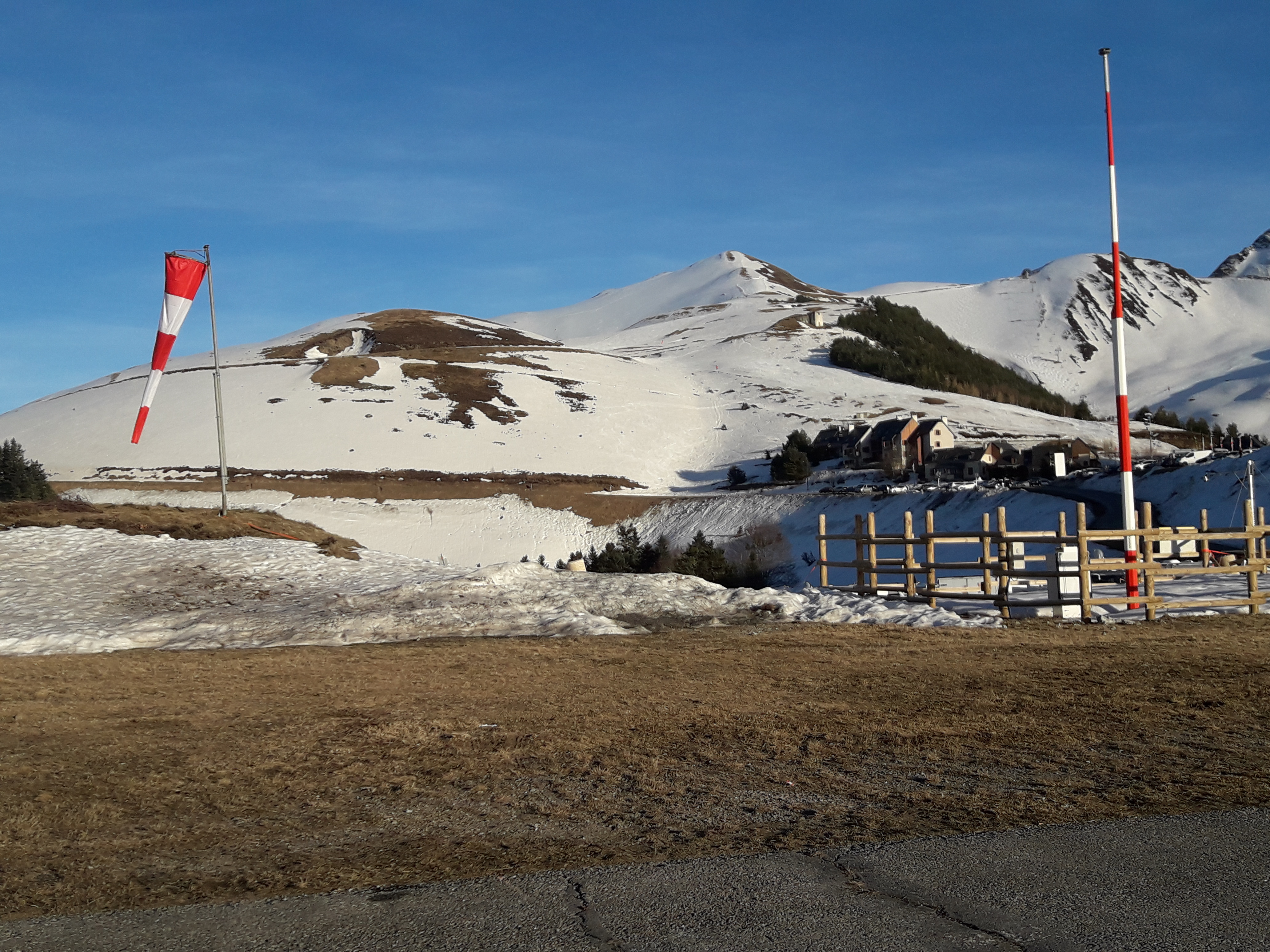
Manche à air et station météorologique de l'altiport de Peyresourde-Balestas (février 2017).

L'altiport se situe sur la commune de Loudervielle, bien qu'accolé au hameau de Balestas rattaché à Germ tout comme la station Peyragudes.
Il se situe sur une croupe orientée à l'ouest (seuil de piste 09 à 4 994 ft et plateforme à 5 193 ft) et présente une pente moyenne de 15 %.
La station météorologique de Météo-France dont le nom usuel est Loudervielle réalise des observations sur l'altiport depuis 2004.
Le col de Peyresourde se trouve à 3 km à l’est.

## Cyclisme
L'Altiport de Peyresourde-Balestas a été une fois le lieu d'arrivée d'étapes du Tour de France 2017. Elle a lieu le 13 juillet 2017 et est gagnée par le français Romain Bardet tandis que Christopher Froome, distancé dans le mur final, cède pour quelques secondes seulement son maillot jaune à Fabio Aru.
Lors de la treizième étape du Tour de France 2025, le 18 juillet, l'Altiport est le lieu d'arrivée d'un contre-la-montre individuel partant de Loudenvielle. L'étape voit le Slovène Tadej Pogačar, alors maillot jaune, s'imposer en 23 minutes, devant Jonas Vingegaard et son compatriote Primoz Roglic.
| Édition             | Étape                                           | Vainqueur de l'étape |
| ------------------- | ----------------------------------------------- | -------------------- |
| Tour de France 2017 | 12e étape (Pau - Peyragudes-Altiport)           | Romain Bardet        |
| Tour de France 2022 | 17e étape (Saint-Gaudens - Peyragudes-Altiport) | Tadej Pogačar        |
| Tour de France 2025 | 13e étape (Louvenvielle - Peyragudes-Altiport)  | Tadej Pogačar        |

## Galerie

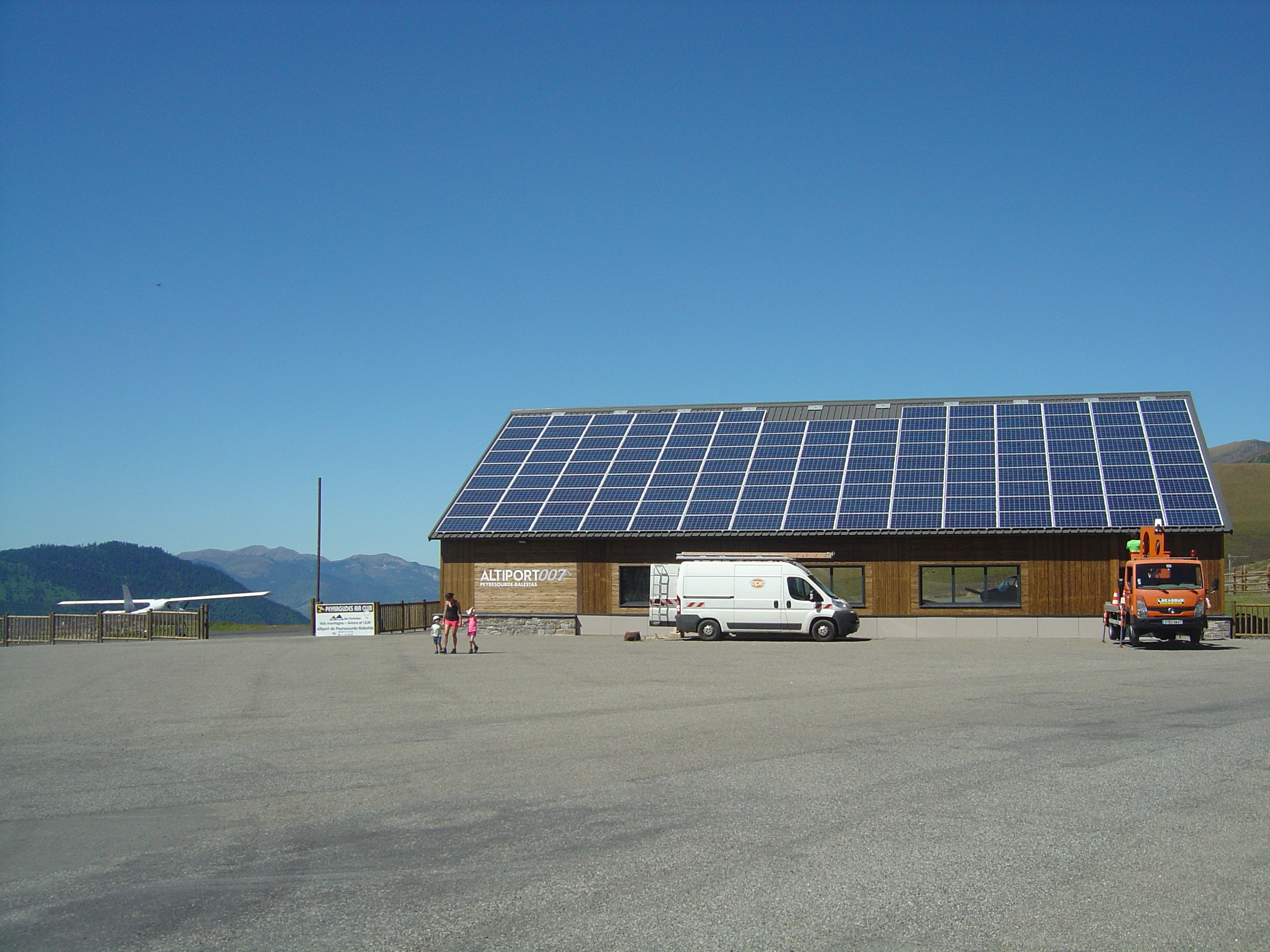
Altiport 007.
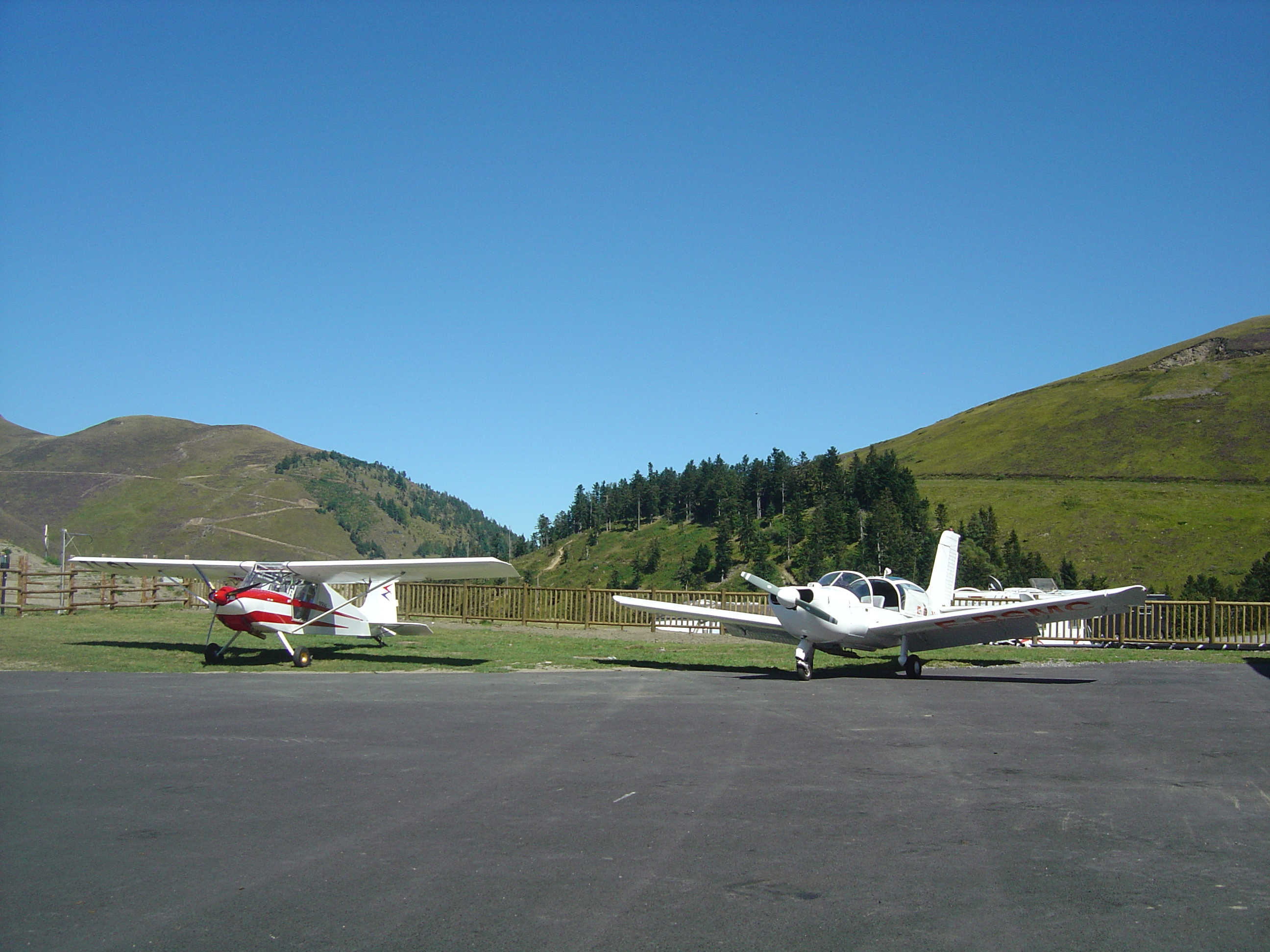
Avions.
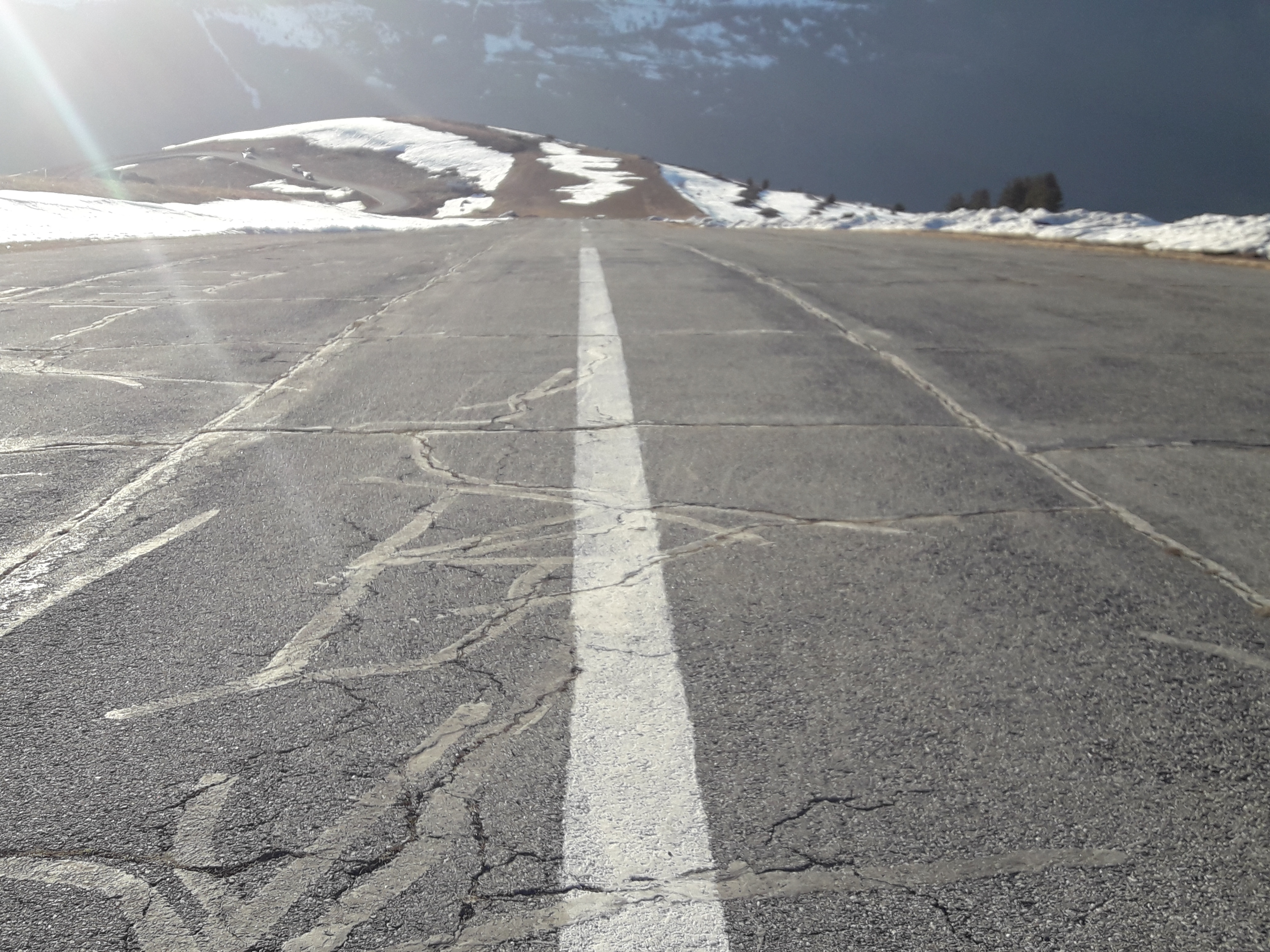
Piste de l’altiport.
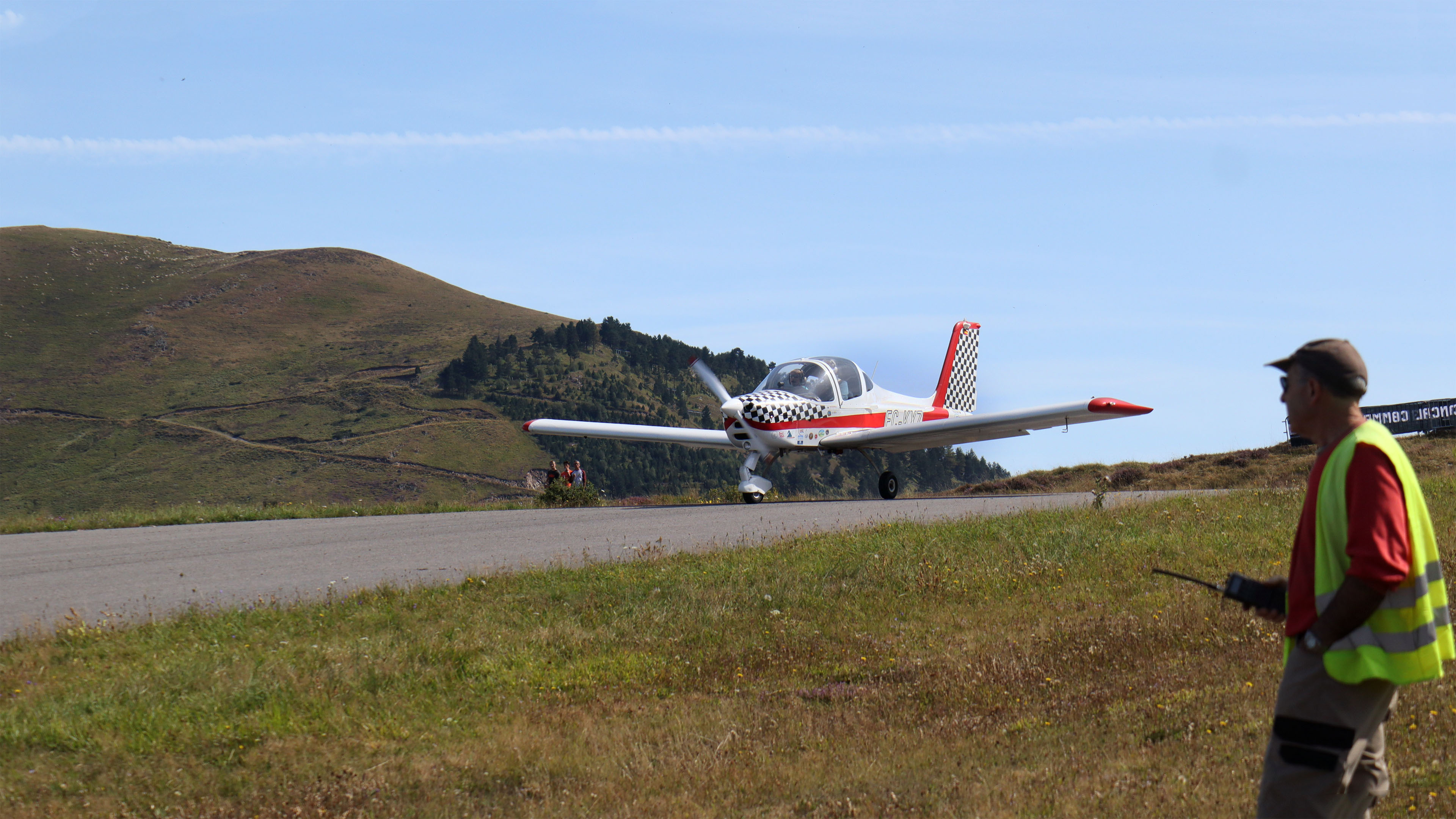
Décollage.